# Dosches
Dosches é uma comuna francesa na região administrativa de Grande Leste, no departamento de Aube. Estende-se por uma área de 20,64 km². Em 2010 a comuna tinha 304 habitantes (densidade: 14,7 hab./km²).